# Alternative Bedienungsformen
Als alternative Bedienungsformen oder auch flexible Bedienungsformen bezeichnet man alle öffentlichen Verkehrsmittel, die nicht dem klassischen Linienverkehr entsprechen und keine festen Fahrpläne haben. Sie kommen meistens dort zum Einsatz, wo aufgrund der geringen Nachfrage eine Finanzierung eines herkömmlichen Systems nicht sinnvoll erscheint. Bekannte Beispiele sind Bürgerbusse und bedarfsgesteuerte Verkehre wie Ruftaxis bzw. Anrufbusse.